# 이해원 (1919년)
이해원(李海瑗, 1919년 2월 24일 ~ 2020년 2월 8일) 은 의친왕의 둘째 딸이자, 고종의 손녀로 황실명은 이진(李珍), 아명은 이길운(李吉雲)·본관은 전주. 사망 당시 경기도 하남시에서 거주하였다.

## 생애
이해원은 의친왕과 수덕당 이희춘(壽德堂 李希春) 사이의 딸로 태어났다. 법모는 의친왕비 김숙이다.
그녀는 경성부 사동궁에서 출생하였고 종로소학교에 입학한 뒤에는 운현궁에서 살았다. 1937년 경기여고를 졸업하고, 그 해 이승규(李昇圭, 용인 이씨)와 결혼하였다. 일본 게이오 대학교 법문학부를 나왔던 남편 이승규는 한국 전쟁 때 납북되었다.
그녀는 이후 1992년 미국으로 이민을 갔다가 2002년 귀국하여, 이후 15년간을 경기도 하남시 단칸방에서 차남 이진왕과 살고 있었으며, 서울 연희동의 땅 17만평을 되찾기 위해 소송 중이었다. 장남 이진휴는 미국 로스앤젤레스에서 택시 기사를 하고 있으며, 삼남 이진홍도 미국으로 이주하였다. 딸 이진주는 미혼으로 강릉에서 살다 사망하였다. 
2020년 2월 8일 사망하였고 코로나 기간이라 아들들이 한국에 들어오지 못하자 장조카인 이준이 상주로 삼일상을 치루었다. 
그녀는 2006년 9월 29일에는 대한제국 황족회(2006년 5월 5일 결성, 9월 29일 대한제국 황실로 개명)가 문화대한제국 여제(文化大韓帝國 女帝)로 이해원 여사 그녀를 추대하고 대한제국 황실의 복원을 주장하기도 했다.

## 계승 논란

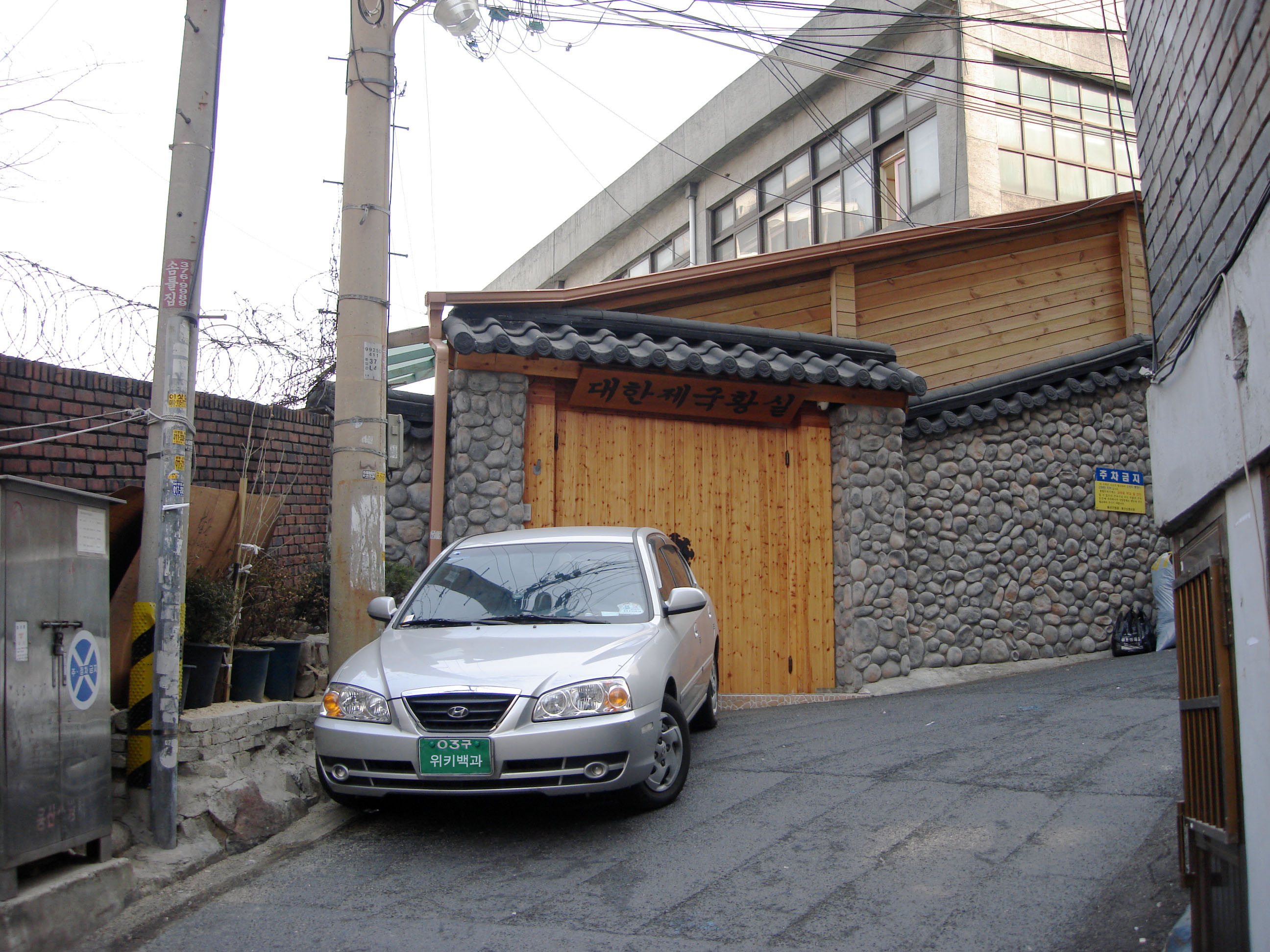
이해원의 집

### 찬성
찬성 여론은 반대 여론에 비해서 크게 우세하지 않다. 이해원을 황위 계승자로 올린 황족회의 입장은 두 가지 뿐이다. 첫째, 이해원이 현재 생존한 대한제국 황실 후손들 중에서 최고령이기 때문에 그녀가 황위 계승자가 되는 것은 무리가 아니다. 둘째, 27대까지 이어진 조선왕조의 임금들이 모두 남성들이었던 것은 임금 사후 계승권 내에 남성들이 충분히 있었기 때문이기에 여성 임금이 없었을 뿐이라는 것이다. 이는 즉, 계승 순위에 여성이 들어갈 수 있기 때문에 여성이 황위 계승자에 오르는 것 또한 오류가 없다는 것이다.
이외에 사단법인 전주이씨대동종약원에서 이구 황세손의 양자로 이원을 지명한 것은 사후의 일이므로 법적 효력이 없기 때문에 이해원의 황위 계승에 장애가 없다는 주장이 있었다.

### 반대
위의 황족회에 실제 황실 후손들은 참여한 바가 없고 2005년 전주이씨대동종약원 상임이사회의 의결에 따라 의친왕의 9남 이갑의 아들인 이원을 이구 황세손의 양자 사후입적하였다고 주장하며 황사손(皇嗣孫) 칭호를 부여하였던 것 등을 근거로, 여황 추대에 대하여 전주이씨 대동종약원은 물론 우리황실사랑회, 대한황실재건회 등의 황실 관련 민간 단체들이 무효라고 주장하는 입장을 보이고 있다.  특히 대한제국황족회의 사무총장 이초남은 황손 이우의 자손을 칭하는 등의 행적으로 대동종약원과 상당한 마찰을 빚었던 것으로 알려져 있다. 또 대한제국 황족회에 실제 황족은 소속되있지 않아 단체의 대표성에 대한 의구심이 증폭되고 있다. 의친왕의 서녀로서 옹주를 칭하고 효령대군의 후손을 총리대신으로 임명하는 등의 행동도 반대 여론을 낳고 있다.
더욱이 황족회는 '문화 대한제국'(文化大韓帝國)이라는 명칭으로 변경하였고, 2020년 이해원이 사망하자 단체는 구심점을 잃게 되었다.
또한 대한민국에서 황실을 복원하려 하는 것은 민주공화제의 원칙에 어긋난다는 비판과, 10~20대의 젊은 찬성론자들이 비슷한 시기인 2006년 당시 방영된 드라마 궁의 영향으로 황실에 대한 환상을 갖고 있었다는 지적도 있었다.

## 가계도
이해원은 대한제국 고종의 아들인 의친왕 이강의 둘째 딸이다.  그러나 황실계보도인 선원계보기략에 의하면 이해원은 남연군의 종손인 계동궁 이기용에게 양녀로 입적을 갔다.  의친왕 이강의 딸로서는 황실의 후손으로 외자인 이진이라는 이름을 썼지만 이기용에게 양녀로 법적으로 입적되면서 계동궁의 항렬인 '해'자 돌림을 써서 이해원이 되었다.  따라서 족보를 중시하는 황실의 법도에 따르면 이해원은 계동궁 이기용의 딸이기에 족보대로 따져도 여황제에 등극할 수 없었다.  의친왕 '가문'의 첫째 딸은 미혼으로 의친왕비 김씨의 호적에 올라간 의친왕의 다섯째 딸 이공('이해경'으로 더 잘 알려져 있다)이다. 

## 가족 관계
- 시조부 : 이주상(李胄相, 1868~?), 자는 공식(公植)
- 시조모 : 정부인 안동 김씨(貞夫人 安東金氏, 1865~?), 김안근(金安根)의 딸
  - 시아버지 : 이완영(李完榮, 1895~1943)
  - 시어머니 : 이희경(李喜慶, 1895~?), 한산 이씨 이덕규(李德珪)의 딸
    - 남편 : 이승규(李昇圭, 1917년 9월 4일~?)
      - 1남 : 이진휴(李鎭烋, 1941년 1월 24일~)
      - 맏며느리 : 이애선(李愛仙)
      - 2남 : 이진왕(李鎭旺, 1945년 11월 14일~2019년 12월)
      - 며느리 : 박종미(朴鍾美)
      - 1녀 : 이진주(李鎭珠, 1947년 9월 11일~사망)
      - 3남 : 이진홍(李鎭弘, 1949년 7월 24일~)

## 같이 보기
- 의친왕
- 이석
- 이구
- 이준

## 참고 자료
- 대한제국 황위계승 '길운여황', 홍릉성묘 (동영상 포함)
- 황실의 부활이냐 그들만의 이벤트냐
- 고종손녀 이해원 옹주, 땅소유권 주장 잇단 좌절…연희동도 패소